# Sistema cooperativo
Sistemas Cooperativos ou Sistemas Colaborativos são Sistemas de Informação que fornecem suporte computacional aos indivíduos que tentam resolver um problema em cooperação com outros, sem que todos estejam no mesmo local, ao mesmo tempo.
Com base nas pesquisas realizadas na área denominada internacionalmente CSCW (Computer Supported Cooperative Work ou trabalho cooperativo suportado por computador), foram desenvolvidas diversas ferramentas de software para implantação de Sistemas Cooperativos. Estas ferramentas, denominadas groupware, aplicam conceitos de sistemas distribuídos, comunicação multimídia,  ciência da informação e teorias socio-organizacionais. A primeira tese acadêmica escrita no Brasil nesta área foi a de Ned Kock, no Instituto Tecnológico de Aeronáutica, orientada por Clovis Torres Fernandes.

## Sistemas de Informação e Sistemas Cooperativos
Sistemas de Informação desempenham papéis fundamentais em qualquer tipo de organização. Dentre esses papéis, podemos destacar o suporte aos processos e operações, apoio à tomada de decisão por funcionários e gerentes de todos os níveis hierárquicos e suporte às estratégias competitivas da empresa. Em quaisquer desses papéis podemos encontrar a necessidade de fazer com que as pessoas trabalhem em equipe. Os Sistemas de Informação com foco específico no trabalho em equipe dentro das organizações são denominados Sistemas Cooperativos ou Colaborativos.
Diversos autores situam os Sistemas Cooperativos como um tipo específico de Sistema de Informação, dentre os sistemas voltados para o apoio às operações (O'Brien, 2002). Por outro lado, o crescente uso de redes de computadores, tais como a Internet e as redes locais,  tem contribuído para que os conceitos envolvidos nos Sistemas Cooperativos possam ser utilizados também dentro dos outros tipos de sistemas.
Os sistemas colaborativos permitem a comunicação de ideias, compartilhamento de recursos e coordenação dos esforços de trabalho. Sua meta é permitir o trabalho em conjunto de maneira mais fácil e eficaz, ajudando a: comunicar, coordenar e colaborar. Um bom exemplo desse tipo de sistema seriam as redes sociais.

## O processo de colaboração
Colaborar é o simples fato de que membros que compartilham determinadas informações possam cooperar entre si com o intuito de produzir ou manipular informações.
O processo de colaboração inicia-se em uma comunicação, onde a partir disso passa a ocorrer negociações com o propósito de concluir um determinado "trabalho". Todas tarefas são gerenciadas por uma "coordenação" que fica responsável pela gestão das tarefas, garantindo que todas sejam cumpridas de forma correta e alcançando os objetivos especificados. Todas as tarefas são compartilhadas entre os membros e estes passam a comunicar, negociar e tomar decisões referentes as tarefas impostas.
Para que se tenha uma colaboração é preciso no mínimo dois membros, onde estes passam a colaborar entre si para realizar uma determinada tarefa. O papel da Coordenação é fazer com que as tarefas designadas aos membros sejam executadas de forma eficiente e objetiva.
A coordenação é um fator de extrema importância nos sistemas cooperativos, uma vez que sem ela é impossível realizar uma gestão de qualquer tarefa e, como estas tarefas devem ser realizadas, garantindo que os membros não irão realizar tarefas iguais e, que, estes irão realizar as tarefas de forma correta.
Os membros envolvidos na coordenação devem ter um espírito de liderança e carisma. Estes devem estar conscientes que ficarão responsáveis pelos outros membros e, que o sucesso ou insucesso das tarefas é de sua responsabilidade. A coordenação surge a partir dos compromissos originados das comunicações realizadas entre os membros.

### Comunicação
A comunicação é a base de qualquer Sistema Cooperativo. Todos os membros que trabalham em processos de colaboração, precisam estabelecer uma forma para a troca de mensagens, de forma que as mesmas possam ser repassadas para todos de forma plausível. Caso isto não ocorra, os membros terão dificuldades na finalização das tarefas, gerando vários transtornos, uma vez que algumas tarefas podem exigir negociações ou até mesmo dependências.
Em reuniões em que os membros estejam presentes fisicamente, além das expressões verbais, estes contam com gestos e expressões. Em reuniões virtuais estes elementos são subitamente substituídos por recursos tecnológicos de imagem e som.
Geralmente o objetivo de uma comunicação entre duas ou mais pessoas é de repassar algum tipo de conhecimento. Contudo, as formas de pensar de cada indivíduo podem variar. Isto faz com que cada um tenha uma interpretação diferente em relação às informações obtidas. O emissor tenta passar a informação ao receptor de forma que este possa entendê-la. As palavras escritas ou faladas fazem parte do canal de percepção e são responsáveis pela transmissão dos dados. Existem dois tipos de comunicações medidas pelo computador: assíncrona e síncrona.

### Cooperação
Cada vez mais, a cooperação vêm apontando os benefícios da adoção de práticas educacionais ligadas ao aprendizado colaborativo que, segundo Jaffe (apud Souto et al., 1999) envolve três princípios importantes: interação, mediação e participação ativa. É importante lembrar, todavia, que o sucesso da aplicação de métodos colaborativos depende da criação de ambientes adequados para a cooperação, sejam eles presenciais ou não (Graves, 1994).
Os estudos na área de Informática têm se concentrado no desenvolvimento de ambientes adequados. Para que esses ambientes obtenham sucesso, é preciso que eles forneçam mais do que apenas ferramentas de comunicação, como email, fóruns de discussão e chats. É necessário prover recursos que possibilitem a organização e a manipulação das mensagens recebidas, de modo que eles possam encontrar conteúdos específicos e redigir mensagens de forma a expressar melhor suas ideias.
Pode-se resumir que a cooperação é a execução de um trabalho qualquer, sendo feito por um grupo de pessoas dentro de espaço virtual que visam chegar a um produto final, que pode ser uma tabela, uma reportagem, um software ou qualquer tipo de artefato digital.
Para realizar o propósito do Modelo 3C, o Groupware deve permitir que duas ou mais pessoas trabalhem juntas, ajudando a compartilhar seus conhecimentos e especialidades, automatizar suas atividades, criar uma memória organizacional, e conectá-las, mesmo através de pontos geográficos e tempos diferentes.
A cooperação é uma ferramenta indispensável para os Sistemas Cooperativos, ou seja sem a colaboração entre os membros os Sistemas Cooperativos não conseguem sobreviver.
Para que a cooperação ocorra é imprescindível haver uma comunicação entre os participantes do grupo. Sendo que esta comunicação deve ser de interesse comum a todos os integrantes.
Para que ocorra um consenso em relação a um determinado assunto, é preciso que tenha uma negociação entre os interessados do grupo. Lembrando que é necessário criar regras para dissolução caso ocorra algum conflito entre os integrantes.
A coordenação ganha cada vez mais espaço com a evolução da informática, uma vez que a coleta e disseminação das informações crescem gradativamente em relação a estes avanços tecnológicos. A co-relação envolve a execução dos trabalhos, objetivando um produto ou artefato entre os integrantes. A fase final é o compartilhamento deste artefato.

### Eficácia dos grupos
Algumas condições para que o trabalho em grupo seja bem sucedido devem ser atendidas. São elas:
- Deve existir um contexto organizacional adequado e consistência de projeto do grupo;
- Desafios, motivação e prêmios oferecidos por conquistas;
- Comprometimento de todos;
- Grupo deve ter autonomia;
- Feedback deve ser fornecido a todos;

Não se pode deixar o trabalho cair na rotina, e ainda, na composição do grupo, os indivíduos devem possuir qualidades relevantes à realização da tarefa.
Deve-se também observar aspectos de relacionamento humano:
- Hierarquia: existir líderes e funções definidas;
- Não cooperação: resistência de componentes do grupo à mudanças;
- Conflitos: devem ser monitorados pelo sistema;

## Classes de aplicação
As aplicações relacionadas ao trabalho cooperativo, como o próprio nome diz, devem ser capazes de possibilitar a comunicação e integração entre pessoas que se distribuem geograficamente.
As atividades realizadas de maneira colaborativa buscam uma maior eficiência e rapidez na solução de problemas complexos, pois muitas pessoas pensam melhor que uma.
O mercado atual oferece várias ferramentas de groupware.O desenvolvedor da aplicação pode referenciar classes de uma aplicação aos componentes, visando usar os métodos oferecidos pelo componente. Cabe à empresa analisar qual dessas irá atender a seus requisitos de forma mais adequada. Existe métodos abstratos que podem ser implementados pela classe da aplicação ou por outro componente. Sendo assim, as duas relações entre uma classe da aplicação e os vários componentes associados possui as seguintes características:
• Uma classe da aplicação pode não necessitar de todos os métodos existentes na estrutura de um componente.
• Uma classe da aplicação pode utilizar ou implementar métodos de diferentes componentes.
• Um método abstrato de um componente pode ser implementado por método concreto da aplicação ou por método concreto de outro componente.
• Os métodos da aplicação podem ter nomes diferentes dos nomes que possuem nos componentes.

### Sistemas de mensagens
Os sistemas de mensagens são processos de comunicação onde duas ou mais pessoas transmitem e/ou recebem mensagens através de um sistema completo ou parcialmente compartilhado de sinais, símbolos e comportamentos.
Os sistemas modernos manipulam além de mensagens, gráficos, imagens, som e vídeo.
```
  → Sistemas de Mensagens Síncronas:
```

Nos sistemas de comunicação síncrona o agente espera por uma resposta antes de executar uma ação. Esses sistemas necessitam da presença temporal de seus usuários.O sistemas síncronas, o interesse maior se concentra no momento atual, então não há necessidade de manter as informações de percepção por mais tempo do que aquele momento, pois passado este, elas não serão mais úteis. Logo, o tempo de utilidade destas informações é baixo, e por conseqüência, há a necessidade de uma baixa persistência
Alguns exemplos são: chats,sistemas de mensagens instantâneas, fóruns, etc.
Os sistemas de mensagens instantâneas são usados principalmene por usuários que compartilham um mesmo grupo, utilizando-se de recursos de comunicação. Dentre os vários sistemas temos: o ICQ, AOL, MSN, etc.
- Web mail: interface para recebimento, leitura e envio de e-mail. As mensagens são personalizadas e podem ter o envio direcionado a um grupo já predeterminado. Através da comunicação por e-mail é possível aliar altas taxas de resposta a um custo quase zero.
- Chat: a utilização do Chat vai desde um simples bate-papo, entrevista online até a transmissão de eventos e suporte ao cliente.
- ICQ: utilizando uma lista de amigos é possível a troca de mensagens, recados ideias.

```
  → Sistemas de Mensagens Assíncronas:
```

O agente continua sua ação até que receba uma resposta. Na comunicação assíncrona, um pedido pode originar várias respostas em intervalos de tempo irregulares e indefinidos.Os sistemas assíncronas, como o interesse maior reside na percepção de eventos no passado ou no passado contínuo, as informações seguem sendo úteis ao grupo, mesmo passado o momento de sua ocorrência, havendo a necessidade por uma alta persistência. Estes sistemas não necessitam da presença dos usuários ao mesmo tempo. Exemplos: e-mails, listas de discussão, fóruns e blogs.
Correio eletrônico:
Possibilita comunicar uma informação imediatamente a uma ou mais pessoas, realizando a comunicação de acordo com a conveniência do remetente, permitindo ao receptor ler a mensagem quando e como achar mais conveniente. Trata-se da primeira ferramenta de colaboração real implementada pelas empresas.
Listas de discussão;
Aqui qualquer pessoa pode enviar sua contribuição se comunicar com um grupo. Para a criação e envio de mensagens pode-se utilizar o correio eletrônico ou outras ferramentas para esse fim. Atualmente é uma das ferramentas de intranet mais usada para colaboração e compartilhamento.

### Sistemas de co-autoria
Sistemas de co-autoria (editores cooperativos)
São aplicações que permitem que um grupo possa compor e editar um objeto conjuntamente.
Possuem área de trabalho comum onde os usuários atuam e podem visualizar a atuação dos outros. Porém, quando dois ou mais usuários manipulam o mesmo objeto e possuem direitos para isto toda atividade realizada sobre o objeto por um usuário deve ser apresentada a todos os outros usuários instantaneamente.

#### PREP
(Work in Preparation): é um ambiente assíncrono de edição colaborativa com suporte à autoria, revisão e inserção de comentários durante o processo de edição (Neuwirth et al., 1990). Este ambiente enfatiza o aspecto de comunicação através da representação visual da informação. No Prep não há definição de papéis explicitamente, entretanto, existe a definição de níveis de permissão de atualizações.

#### GROVE
(GRoup Outline Viewing Editor), é um editor multi-usuário síncrono para a criação de documentos a partir do seu esboço. A
estruturação preliminar é utilizada para a organização do documento e para o controle de acesso concorrente. O GROVE foi projetado para ser utilizado em encontros do tipo face-a-face ou remotos síncronos. Para cada usuário existe uma visão diferente dependendo do número de nós abertos no documento.

#### QUILT
é um sistema para autoria colaborativa assíncrona que gera uma infra-estrutura de gerenciamento de aspectos de cooperação do grupo de autores com distribuição de papéis (Dourish & Bellotti, 1992). Durante a cooperação, o Quilt adota, basicamente, enfoque hipermídia para anotação de texto, mecanismos de e-mail e conferência eletrônica para discussão entre os usuários-editores. Direitos de acesso são atribuídos a cada editor de acordo com o seu papel, definido explicitamente a partir da natureza da informação e do estágio em que o trabalho se encontra.

#### MACE
é um editor colaborativo síncrono que utiliza como controle de concorrência o bloqueio de partes do documento, segundo a definição de papéis (Newman-Wolfe & Pelimuhandiram, 1991). MACE utiliza o paradigma de visualização WYSIWIMS através do qual o emissor (editor) e os receptores (visualizadores) têm controle sobre a granulosidade da visão compartilhada.

### Sistemas de coordenação
Os sistemas de coordenação são responsáveis pelo planejamento, coordenação, supervisionamento e execução de ações relacionadas ao desenvolvimento de sistemas de informação, bem como a racionalização ao uso de recursos de informática e controle dos respectivos equipamentos.
Os sistemas de coordenação são compostos por duas coordenações:
1ª)Coordenação de Desenvolvimento de Sistemas:
Responsável por executar serviços de especificação e documentação, implantação, manutenção e a avaliação de padrões e os procedimentos para a integração da informação com os sistemas de microinformática, assim como a comunicaçaõ com os sistemas de maior porte.
2ª)Coordenação de Operação:
Sua principal atividade é prestar serviços de orientação técnica para instalação, manutenção física, controle de equipamentos e acessórios. É responsável também por avaliar o desempenho das redes de comunicação de dados quanto a sua utilização, manutenção e performance dos equipamentos.

### Sistemas de suporte à decisão em grupo
São ferramentas que oferece recursos não somente no auxílio à discussão, mas também a tomada de decisões através de incorporação de ténicas específicas.
O suporte a tomada de decisões é considerado necessário durante as reuniões, onde são realizadas as discussões de vários temas, sendo que os participantes muitas vezes tem de tomar decisões, escolhendo uma proposta que satisfaça a maioria. Para facilitar a tomada de decisões, o modelo proposto por Otsuka [OTS 98] prevê a criação de uma ferramenta de votação, que possibilita o cadastro de propostas a serem votadas, a votação destas, a contagem dos votos e a divulgação dos resultados.
Suporte à tomada de decisão: considera que a ferramenta permita a resolução de conflitos, através da negociação de propostas entre os participantes para a tomada de uma decisão em conjunto; O seu objectivo principal é a análise em grupo de diversos projectos, cada qual caracterizado por dados próprios, embora alguns dados possam ser partilhados entre projectos. Para cada projecto, ou para vários projectos simultaneamente, estão disponíveis diversos métodos de análise. Com eles, um só projecto pode ser analisado (por exemplo para verificar o efeito de diferentes taxas de juro na sua rendibilidade) ou vários projectos podem ser comparados (através de ferramentas de decisão mono ou multicritério presentes no sistema).

#### IBIS
O modelo IBIS - “Issue-Based Information System” - compreende três elementos: questão, posição e argumento, que correspondem respectivamente, aos problemas em discussão, às possíveis soluções para os problemas, e às opiniões favoráveis ou não às soluções levantadas. O IBIS propõe a categorização das mensagens em Questão, Posição e Argumentação. Questão é utilizada para propor perguntas e tópicos para discussão; Posição é utilizada para expressar uma opinião e responde a uma questão; e Argumentação é utilizada para fornecer as razões onde se apóiam as posições. No IBIS, além das mensagens serem categorizadas, elas são ligadas umas as outras num hipertexto, e estas ligações também são categorizadas.
Uma questão pode ter várias posições para resolvê-la, e cada posição de uma questão pode, por sua vez, ter um ou mais argumentos favoráveis ou não.O sistema de suporte à argumentação,O modelo IBIS pode ser usado para representar um processo de discussão através do QFD [Jacobs & Kethers, 1994].

#### QOC
Semelhante ao modelo IBIS, o modelo QOC, “Question, Option, Criteria”, envolve quatro elementos: questão, opção, critério e argumento. As questões são os problemas chave a resolver, as opções são as alternativas levantadas para resolver os problemas identificados, os critérios justificam as opções existentes, e finalmente, os argumentos são usados para conduzir a discussão sobre os demais elementos.

#### DRL
O modelo DRL, “Design Rationale Language”, é considerado uma extensão da notação IBIS, pois inclui, explicitamente, a noção de “objetivos”. Os objetivos estão relacionados ao Problema em discussão, sendo as alternativas de solução avaliadas através de alegações, em relação a estes objetivos. No modelo IBIS os objetivos estão implícitos nos argumentos que apoiam as alternativas (posições).É um modelo de argumentação bem mais completo, envolvendo 7 abstrações (e.g. objetivo, alternativa, argumento, questão, etc) e mais de 20 relacionamentos.

### Sistemas de suporte a reuniões
As reuniões são encontros virtuais do grupo, que ocorrem durante todo o processo de colaboração realizados para o tratamento de questões relacionadas ao projeto de colaboração do grupo, tais como o planejamento das atividades, debate de temas relacionados ao trabalho desenvolvido e avaliação do trabalho realizado. As reuniões virtuais podem ser realizadas com o auxílio de ferramentas de chat, videoconferência ou listas de discussões. Observa-se que tais facilidades são explanadas e relacionadas neste trabalho.
GroupSystems V (da Ventana Corp.),
VisonQuest (da Collaborative Technologies Corp.) e o Meeting Room (da Eden Systems Corp.) são exemplos deste tipo de sistemas.

#### Apoio a reuniões face-a-face
Salas de reunião eletrônicas são sistemas que oferecem ambientes especiais com suporte de hardware e software de apoio a reuniões face-a-face, opcionalmente envolvendo estações em rede, projetores e equipamentos de áudio e vídeo. Superfícies de trabalho compartilhadas consistem em dispositivos, e.g. lousas eletrônicas de tamanhos variados, sobre os quais membros de uma reunião podem escrever e traçar desenhos que são visualizados sincronamente por outros membros participantes.

#### SISCO
O projeto SISCO (Sistema Cooperativo Apoiado por Computador para Suporte a Reuniões) é um projeto de investigação latino-americano que visa desenvolver um sistema de computação que suporte as atividades de preparação de reuniões (a pré-reunião) com o objetivo de diminuir as dificuldades associadas a estas atividades e incrementar a produtividade da reunião em si.
Este sistema terá como base o comportamento do indivíduo na cultura latino-americano que difere bastante da cultura européia ou americana, baseada nas quais a maioria das ferramentas são desenvolvidas.
Dois dos principais tipos de sistemas que se encaixam neste grupo são os sistemas de suporte à tomada de decisão em grupo (GDSS - “Group Decision Support Systems”) e as salas de reunião eletrônicas (EMS - “Eletronic Meeting Systems”).

### Sistemas de conferência
Conhecidos por facilitar a vida de muita gente, os sistemas de conferência são muito utilizados onde vários ou mesmo todos os participantes necessitam ser precisamente ouvidos e não estarem propriamente presentes.
Os sistemas são geralmente compostos de vários equipamentos; existem tecnologias que permitam acionar ou desligar os mesmos permitindo assim discussões laterais durante o período de conversação.
Este sistema independe da localização dos participantes no recinto ou de permissão prévia de um moderador.
Existem quatro tipos de conferência:
· Conferência em tempo não real (assíncrona)
· Conferência em tempo real (síncrona)
· Conferência por desktop
· Teleconferência

#### Conferência assíncrona
Os sistemas assíncronos foram projetados para suportar o trabalho seqüencial de um grupo, passando versões de um documento entre os vários membros do grupo. Isto requer suporte para comunicação de comentários/anotações e modificações que ocorreram no documento.
Em geral, as conferência assíncronas, num momento e lugar diferentes, suscitam debates e interacções mais amplas e mais interessantes para os alunos do que o ambiente tradicional.
Os alunos podem exprimir opiniões de maneira muito mais descontraída e no momento que mais lhes convém, o que gera um clima propício à reflexão criativa.
Um ponto negativo em relação a este tipo de conferência, é que devido ao fato dos membros do grupos não estarem participando na conferência de forma interativa, isto pode gerar perda de tempo no esclarecimento de dúvidas.
Infelizmente quando trabalhamos com sistemas cooperativos dependendo da disponibilidades dos membros do grupo, esta é o meio de conferência que mais ocorre.

#### Conferência por desktop
Além de conexões de áudio e vídeo, a conferência por desktop usa computadores pessoais que dão suporte a aplicações compartilhadas, possibilitando, dessa forma,uma manipulação em grupo de informações eletrônicas comuns. As imagens de vídeo são integradas em uma janela na tela. O foco principal é a integração dos ambientes de trabalho dos membros de um grupo geograficamente disperso, e não a mostra de vídeos dos membros do grupo na tela. Para a comunicação entre áudio, vídeo e dados, é usada a rede multimídia. Exemplos: MMConf, Rapport e Massive.

#### Teleconferência
Permite uma maior integração entre os membros da equipe por proporcionar audição e visão de uns aos outros (necessita-se de que cada membro possua uma câmera de vídeo, microfone, caixas de som e um software de teleconferência). Desta forma é como se todos estivessem numa mesma sala de reunião. Alguns softwares de Teleconferência, permitem ainda a visualizar os aplicativos que estão sendo utilizados pelo outro membro da linha. Com isso, cada um pode cooperar entre si na realização de tarefas, seja sugerindo soluções, trocando ideias ou buscando melhores resultados.
Conferências Vídeo e Áudio
Permite-nos comunicar com outras pessoas através da Net. Assim, podemos manter uma conversa do gênero conversa telefônica ou, melhor ainda, podemos ter uma conversa "cara a cara" com recurso a som e imagem (videoconferência).
A videoconferência pode acontecer a partir de todos os tipos de lugares, de salas de aula para escritórios e de salas de conferência para auditórios. O ambiente em que os usuários farão a conferência vai de encontro à complexidade e custo dos terminais que será preciso.
Papel da voz na vídeo conferência
A qualidade de voz deveria, e normalmente é, mais importante que o vídeo durante uma conferência. Uma conferência fracassa se uma das vozes não está claramente audível. A largura de banda alocada para a porção auditiva de uma videoconferência é normalmente de 16Kbps a 64Kbps, dependendo do codec de áudio usado. Uma transmissão de 64Kbps dá tipicamente uma qualidade mais alta de voz já que o nível de compressão não é tão significativo e porque ele tem um alcance dinâmico mais amplo. Porém, isto não é sempre o caso já que algoritmos de 16Kbps melhorados estão agora em produção.
Papel do vídeo na vídeo conferência
Outro lado importante é a exibição do vídeo. Se seu sistema captura vídeo usando câmeras PTZ de alta resolução, mas o exibe em um monitor pequeno, o efeito da qualidade do vídeo fica seriamente comprometido. Quando a qualidade de vídeo importar, ou quando os participantes estarão sentando há certa distância dos monitores, monitores maiores devem ser usados. “Os monitores de TV 32” ou maiores podem ser usados, mas eles não se ajustam bem em salas de conferência ou auditórios grandes. Telas de plasma e projetores digitais (projeção traseira ou projeção “padrão" dianteira-) são opções mais caras, mas provavelmente mais satisfatórias.
Uma empresa modelo em Teleconferencia no Brasil é a Voitel Conference.

#### Telecooperação
Conhecidos também como sistemas de trabalho em grupo suportados por computadores, a telecooperação tem como objetivo realizar atividades em conjunto. Permite que não só as pessoas de uma empresa troquem informações rapidamente como também a interação entre diferentes organizações, eliminando distâncias e aproximando pessoas, reduzindo tempo e viagens, aumentando produtividade e desta forma reduzindo custos. Segundo Reichwald et al.(1998), a telecooperação é diferenciada de acordo com três dimensões:
- Teletrabalho: estruturação da execução da tarefa e suas pré-condições.
- Telegerenciamento: Coordenação e administração da execução da tarefa;
- Teleserviços: o serviço resultante, seu mercado e seus clientes.

### Aprendizagem cooperativa
Aprendizagem cooperativa é um processo onde os membros de um determinado grupo se ajudam e confiam uns nos outros para atingir um determinado objetivo. Sendo que neste processo a responsabilidade pela informação é individual, possuindo interdependência positiva,de forma que os estudantes sintam que terão sucesso juntos. A aprendizagem cooperativa é interativa,onde se desenvolve um objetivo comum e se compartilha sua compreensão do problema.
Neste processo cada membro permite ao outro falar e contribuir e considera suas contribuições.Onde todos são responsáveis e dependentes uns dos outros.
Referência: www.studygs.net
O mundo virtual vivo, heterogêneo e intotalizável do ciberespaço abriu os caminhos para a reflexão do papel do educativo dentro deste espaço nômade.O conceito de consciência coletiva foi o eixo encontrado para navegar este espaço opaco.As comunidades virtuais têm se desenvolvido através de interações de diversos tipos, que raramente transcorrem sem conflitos, uma vez que, transformam determinadas capacidades cognitivas e refinam modelos mentais comuns como a memória, o cálculo e o raciocínio. Este processo de flutuação do saber traz como consequência o sentimento de desordem e de desorientação. Este universo indeterminado redesenha o labirinto das relações humanas que agora conta com mais uma ferramenta - a rede. A presença do virtual redefine as hierarquias de acesso à informação e a navegação abre caminhos para aprendizagens cooperativas.

### Outras classes de aplicação
PROJETO LUAR - "Levando a universidade à aprendizagem remota"
Responsável: Liane Margarida Rockenbach Tarouco
Participantes: Ana Vilma Tijiboy, Joice Lee Otsuka, Maria Cristina Biazus, Débora L. Maçada, Maria A. Gravina, Rosane Aragón de Nevado, Iris Tempel Costa, Cleci Maraschin, Márcia de Borba Campos e Airton Cattani.
Descrição: As futuras gerações trabalharão cada vez mais com tecnologias de aprendizagem interativas pois as rápidas transformações nos meios e nos modos de produção vão requerer um constante aprendizado por parte da força de trabalho.
O retorno aos bancos escolares nem sempre será possível ou factível mas o mergulho em ambientes de aprendizagem apoiados por redes e computadores, que viabilizaram cenários de ensino-aprendizagem virtuais, com interação mediada por computador e que poderão estar disponíveis em qualquer momento e a partir de qualquer lugar, poderá assegurar a possibilidade de educação continuada.
Mesmo para as crianças, o acesso a ambientes de aprendizagem apoiado por redes e computadores oferece oportunidade impar de um salto em qualidade pela oportunidade de participação de redes cooperativas e dinâmicas de aprendizagem de grupos que interagem assincronamente através de listas, de IRCs e outras formas. Também a utilização deste ambiente para a construção e exposição de seus próprios trabalhos é capaz de incentivar os alunos a buscar um aprimoramento maior e de uma forma mais estimulante encontrar reconhecimento para seus resultados.
Este novo processo de ensino-aprendizagem é apoiado por um ambiente de sala de aula virtual com participação assíncrona, onde as interações ocorrem entre alunos e destes com os professores, no momento e local mais conveniente para cada um.
Por outro lado, o uso de multimídia nas aplicação para a sala de aula virtual, os sistemas de CSCW-Computer Supported Cooperative Work, permitem construir um ambiente de aprendizagem apoiado por um ambiente de aprendizagem apoiado por computador muito estimulante e eficiente.
Adicionalmente, em coerência com a pesquisa moderna da psicologia cognitivista, utilizando sistemas de ensino-aprendizagem altamente interativos é possível oportunizar um ambiente ativo e aberto de aprendizagem onde os estudantes trabalham visando desenvolver seus planos individuais, com base em suas habilidades, conhecimento e interesses. Os recursos a serem utilizados não estão mais limitados às paredes de uma sala de aula ou de um biblioteca local. Ao contrário, podem ser encontrados, através da Internet, nos mais remotos recantos da grande teia.Este novo ambiente de aprendizagem virtual com acesso remoto, utiliza novos conceitos e situações, diferentes do ensino tradicional e por este motivo foi iniciado este projeto, que visa o desenvolvimento experimental de diferentes ambientes de suporte à aprendizagem interativa e sua avaliação.
Um conjunto de projetos estão sendo desenvolvidos como atividade da disciplina Laboratório de Teleducação do Programa de doutorado de Informática na Educação da UFRGS. Neles estão sendo estudados, projetados e testados diferentes cenários que oportunizem a interação capaz de dar suporte à aprendizagem remota. Este é o foco do projeto LUAR- Levando a Universidade à Aprendizagem Remota, através de experiências conduzidas em áreas bastante heterogêneas. Pretende-se que estes protótipos possam servir como exemplo e assim ensejar outras atividades de construção de ambientes interativos de teleducação.
- http://penta.ufrgs.br/pgie/pgieprdo.htm Em falta ou vazio |título= (ajuda)

## Fluxo de trabalho

### Sistemas cooperativos e workflow
A expressão "Workflow" pode ser definida como seqüência de passos necessários para que se possa atingir um determinado objetivo de negócio de uma organização. Eles se inserem no contexto geral de software cujo objetivo é o suporte ao trabalho cooperativo, onde se enfatiza a interação entre usuários, e não apenas a interação usuário/sistema.

### Workflow segundo a WfMC
Automação do processo de negócio, na totalidade ou em partes, onde documentos, informações ou tarefas são passadas de um participante para o outro para execução de uma ação, de acordo com um conjunto de regras de procedimentos.
A automação do processo de negócio está definida dentro da definição do processo (*), que identifica as várias atividades do processo, regras de procedimento e controle de dados associados para gerenciar o workflow durante a ativação do processo.
Muitas instâncias individuais do processo podem tornar operacionais durante a ativação do processo, cada uma associada a um conjunto específico de dados relevantes dessa instância.
Uma simples distinção é algumas vezes caracterizada entre o workflow de produção (Production Workflow), no qual a maioria das regras de procedimentos está definida, e o ad-hoc workflow, no qual as regras de procedimentos podem ser modificadas ou criadas durante a operação do processo.

### Tipos de workflow

#### Ad hoc
Denomina-se Ad-Hoc por ter seu fluxo de trabalho conhecido somente após o término deste. Esta aplicação caracteriza-se por compreender também ações não-previsíveis.

#### Colaborativo
É caracterizado quando um grupo de pessoas acompanham a execução de cada tarefa. São processos onde diversos passos são executados por muitas pessoas antes que o processo seja movimentado para o próximo passo. Um grupo de pessoas colaboram entre si para a execução de cada tarefa em um processo.
Com o workflow colaborativo, todos os planejadores, colaboradores individuais a gerentes e de diretores a executivos podem influir na estratégia de negócios. Visando um ambiente para medir e melhorar o desempenho. Estabeleça as metas e os indicadores corporativos, para que todos os planejadores possam realizar um planejamento bottom-up. O workflow colaborativo possui o objetivo de notificar e escalar as notificações que irão auxiliar todos os colaboradores a manterem-se dentro do prazo e de seus objetivos.
Os sistemas de workflow colaborativo são adequados para processos que envolvam trabalho cooperativo realizado por equipes de pessoas com objetivos comuns. Podem ser adotados para automatizar processos empresariais críticos que não são orientados à transação.
Diferentemente de outros tipos de workflow, baseados na premissa de que sempre há progresso em avançar para a etapa seguinte, um workflow colaborativo pode demandar várias repetições de um mesmo passo do processo até que alguma forma de acordo seja alcançada, podendo até mesmo retornar a estágios anteriores. Além disso, workflows colaborativos tendem a ser muito dinâmicos no sentido de que eles são definidos conforme progridem. Um exemplo são os processos para revisão de artigos acadêmicos. As suas atividades consistem basicamente na seleção de revisores, distribuição dos artigos e acompanhamento das revisões; tudo de forma colaborativa para produzir uma revisão conjunta (consolidada) do artigo.

#### Administrativo
Os sistemas de workflow administrativo são adequados para processos simples e estruturados. Geralmente são processos burocráticos, repetitivos, com regras bem definidas para a coordenação de suas atividades, que são do conhecimento de todos os participantes do fluxo [AAAM 97] [Geor 95].
O processo para solicitação de adiantamento salarial para realização de viagem a serviço de uma empresa é um bom exemplo deste tipo de workflow. O funcionário que necessita do adiantamento preenche um formulário e o encaminha ao setor encarregado de realizar o pagamento. Esse, ao receber a solicitação, confirma com a gerência do funcionário a necessidade da viagem. Se houver autorização, o setor competente providencia o pagamento de acordo com o nível salarial do funcionário.
É um processo simples, predefinido e burocrático.

#### Produção
Os sistemas de workflow de produção são adequados para processos em que haja pouca intervenção de pessoas, e em que as intervenções, quando ocorrerem, sejam simples e de curta duração.
Esse tipo de sistema pode ser utilizado para administrar processos extremamente complexos e fortemente integrados com os sistemas já existentes numa organização. Pode ser aperfeiçoado até atingir altos níveis de qualidadee precisão, principalmente na execução de atividades repetitivas, com grande volume de instâncias, normalmente processadas de modo ininterrupto.
Um exemplo são os sistemas de análise e concessão de empréstimos e seguros de bancos e seguradoras: repetitivos, previsíveis e de larga escala.
O Workflow tem como principais objetivos eliminar o papel que tramita nas empresas, eliminar passos desnecessários de um processo, ciclos redundantes e identificar gargalos, a fim de agilizar os processos de trabalho, reduzindo tempos de execução e custos totais.
Quando o Workflow é integrado com o sistema de GED - Gerenciamento Eletrônico de Documentos - os documentos e arquivos não são simplesmente armazenados e localizados,  mas usados para conduzir as etapas dos negócios.

## Sistemas de correio eletrônico
O que é e para que serve um servidor de Correio?
Um servidor de correio gerencia os e-mails que são enviados e recebidos. Os servidores de e-mail podem ser servidores Internet, onde e-mails enviados e recebidos podem ser transitados para qualquer lugar do mundo, ou servidores de correio de intranet onde as mensagens trafegam apenas dentro da empresa.
Embora não tenha sido desenvolvida como uma ferramenta de trabalho cooperativo, os serviços de correio eletrônico adaptaram-se muito bem ao ambiente de grupos de trabalho. Esta é uma das formas mais utilizadas para o estabelecimento de comunicações através do computador.
Este serviço possibilita de uma maneira bastante simples a comunicação assíncrona, distribuída ou não. Embora seja muito utilizado para o envio de textos (cartas), ele pode transportar quaisquer tipos de documentos, incluindo-se sons e imagens.
O correio eletrônico recebeu este nome, pois como no correio tradicional, o remetente envia uma correspondência quando for do seu interesse, e o destinatário, quando tiver tempo, pode lê-la e respondê-la. Entretanto existem algumas diferenças entre estas formas de comunicação. Enquanto no correio eletrônico o tempo para a entrega de uma mensagem é relativamente curto, podendo variar desde alguns segundos até a um tempo indeterminado, dependendo das condições da rede.
As aplicações de correio eletrônico, normalmente oferecem ao usuário uma série de facilidades. A maior parte delas fornece um editor de textos embutido e a possibilidade do envio de arquivos atados a correspondência. Além disso, a maioria das aplicações permite o envio de correspondências para um único destinatário ou o envio para mais de uma pessoa ou para um grupo de pessoas.
Através do correio eletrônico podem ser criados grupos de discussão sobre quaisquer assuntos. Estes grupos são chamados de listas ou refletores. Um refletor é uma caixa postal eletrônica falsa. Todas as mensagens enviadas para esta caixa postal, são transmitidas para as pessoas cadastradas na lista deste refletor. Desta forma cada membro do grupo passa a dispor das mensagens enviadas para o refletor em sua caixa postal ou mailbox. Cada membro, pode ler as mensagens e dar a sua opinião sobre elas enviando uma nova mensagem para o refletor.